# لوچانو فدریکو
لوچانو فدریکو (ایتالیایی: Luciano Federico؛ زادهٔ ۲۸ اوت ۱۹۶۸) بازیگر اهل ایتالیا است.
از فیلم‌ها یا برنامه‌های تلویزیونی که وی در آن نقش داشته‌است می‌توان به مالنا، خواهران و برادران و مصائب مسیح اشاره کرد.